# Језичка локализација
Језичка локализација (од латинског locus - место) је друга фаза ширег процеса превођења и културног прилагођавања производа или услуге (за одређену земљу, регију, говорно подручје, друштвену заједницу...) који узима у обзир различитости међу тржиштима.
Језичка локализација не потпада под преводилачку делатност у буквалном значењу, јер укључује и свеобухватно проучавање тржишта и циљне културе у циљу прилагођавања производа њиховим потребама. 
Локализација је процес који се може односити на културну адаптацију и превођење софтвера, видео-игара и веб-сајтова, и ређе извесних писаних превода. Локализација може бити примењена за регије или земље у којима се причају различити језици, али такође и тамо где се прича исти језик: као нпр. прилагођавање шпанског језика специфичностима једне регије. Тако се може прилагодити шпански језик који се говори у Шпанији (са својим културним особеностима) одређеном подручју у Латинској Америци. Исто тако, може се прилагодити и енглески језик који се употребљава у Великој Британији особеностима неког другог подручја у свету (САД, Филипини, Индија...)